# Gangseo-dong, Cheongju
Gangseo-dong (koreanska: 강서동) är en stadsdel i stadsdistriktet Heungdeok-gu i staden Cheongju i Sydkorea. Den ligger i provinsen Norra Chungcheong, i den centrala delen av landet, 110 km söder om huvudstaden Seoul.

## Indelning
Administrativt är Gangseo-dong indelat i:
| Namn    | Namn               | Yta km² | Invånare 31 dec 2019 |
| ------- | ------------------ | ------- | -------------------- |
| 강서1동 | Gangseo 1(il)-dong | 30,36   | 28 237               |
| 강서2동 | Gangseo 2(i)-dong  | 16,85   | 12 678               |